# Naoki Yoshida
Naoki Yoshida, noto anche con il soprannome Yoshi-P (吉田 直樹?, Naoki Yoshida; 1º maggio 1973), è un autore di videogiochi e game director giapponese.
È principalmente noto per aver lavorato a vari videogiochi sviluppati da Square Enix, in particolare i due MMORPG Dragon Quest X(in qualità di chief planner) e Final Fantasy XIV: A Realm Reborn (come game director e produttore). Yoshida lavora inoltre per Square Enix in qualità di direttore esecutivo a capo della Creative Business Unit III. Nel settembre 2020 ha annunciato di essere al lavoro su Final Fantasy XVI, titolo in uscita su PlayStation 5, in qualità di produttore.

## Carriera
Yoshida ha iniziato a lavorare nell'industria videoludica nel 1993, entrando a far parte di Hudson Soft e collaborando allo sviluppo di videogiochi per PC Engine di serie quali Bomberman e Far East of Eden. In seguito ha abbandonato Hudson Soft per lavorare in case di produzione più piccole per circa cinque anni.
Nel 2004, Yoshida è entrato in Square Enix per dirigere la serie di videogiochi arcade Dragon Quest: Monster Battle Road e lavorare come game designer a Dragon Quest X nelle prime fasi di sviluppo. Nel dicembre 2010, è stato messo a capo dell'originale team di sviluppo del MMORPG Final Fantasy XIV, pubblicato alcuni mesi prima e rivelatosi un grande fallimento; l'allora presidente di Square Enix, Yoichi Wada, attribuì la scelta di Yoshida come nuovo direttore e produttore del gioco alla sua esperienza e alle sue doti di leader carismatico, nonché alla sua passione nel voler soddisfare i fan. Final Fantasy XIV venne in seguito definitivamente chiuso per lasciare spazio a Final Fantasy XIV: A Realm Reborn, riedizione completa del gioco sotto la guida dello stesso Yoshida.
Nel settembre 2020, Square Enix ha rivelato che Yoshida si trova al lavoro come produttore nel videogioco Final Fantasy XVI.